# Chomba
Pour les articles homonymes, voir Chomba (homonymie).
Chomba est un village de la commune de Bamenda II dans le département de la Mezam au Cameroun, siège d'une chefferie traditionnelle de 2e degré. Le village est situé à 7 km de la ville de Bamenda.

## Géographie
Chomba est localisé à 10° 6' 3 Est de longitude et 5° 54' 36 Nord de latitude. Le village est connu pour son paysage de terres vallonnées et un terrain rocheux.

## Population et sociétés
Chomba comptait 1 538 habitants lors du dernier recensement de 2005.
La population du village est composée de deux groupes de personnes : la tribu Ngemba et les Peuls. Les populations vivent principalement de l'agriculture de subsistance. Les principales cultures vivrières sont le manioc, le taro, la pomme de terre, le maïs, les haricots, le plantain. Les éleveurs Peuls vivent sur les collines rocheuses.
Le développement du village est impulsé par Chomba Development and Cultural Association (CHODECA). CHODECA entretient les routes rurales et intervient dans le domaine de l'eau et de l'assainissement.

## Chefferies traditionnelles
Trois chefferies traditionnelles de 3e degré se rapportent à Chomba :
- Bembinyah-Chomba ;
- Atuadong-Chomba ;
- Mbafue-Chomba.

## Infrastructures
Avant les années 1960, aucune route carrossable ne reliait le village de Chomba à la ville de Bamenda. La route principale qui relie Chomba à Bamenda a été construite manuellement par les populations elles-mêmes au début des années 1980. Aujourd'hui, le village est lié à la ville de Bamenda par une route partiellement goudronnée. Son développement est ralentie par le terrain accidenté et rocheux. Les véhicules n'atteigne pas certaines parties du village en raison des vallons. Les collines sont si raides que l'escalade est très difficile sur certaines pistes.

## Culture et tourisme
Le 4 janvier 2012, dix chefs supérieurs du Nord-Ouest notamment le Fon de Chomba ont émis le vœu d'adhérer au programme de sauvegarde et de valorisation du patrimoine intitulé La Route des Chefferies.